# CIS-40-AFL
CIS-40-AFL — автоматичний станковий гранатомет, розроблений у Сінгапурі у 1980-ті роки. Призначений для ураження піхоти та легких транспортних засобів.

## Оператори
- Індонезія — виробляється за ліцензією під найменуванням Pindad SPG-3.
- Сінгапур